# Drážkov
Drážkov (do 31. prosince 2000 Dražkov) je vesnice, část obce Svatý Jan v okrese Příbram ve Středočeském kraji. Nachází se asi 2,5 kilometru severozápadně od Svatého Jana. Vesnicí protéká Brzina. Je zde evidováno 66 adres. V roce 2011 zde trvale žilo 115 obyvatel.
Drážkov je také název katastrálního území o rozloze 5,68 km². V katastrálním území Drážkov leží i Brzina, Hojšín a Řadovy.

## Historie
První písemná zmínka o vesnici pochází z roku 1257.

## Obyvatelstvo
| Rok            | 1869 | 1880 | 1890 | 1900 | 1910 | 1921 | 1930 | 1950 | 1961 | 1970 | 1980 | 1991 | 2001 | 2011 | 2021 |
| -------------- | ---- | ---- | ---- | ---- | ---- | ---- | ---- | ---- | ---- | ---- | ---- | ---- | ---- | ---- | ---- |
| Počet obyvatel | 327  | 331  | 356  | 340  | 325  | 279  | 214  | 178  | 155  | 148  | 132  | 112  | 124  | 115  | 112  |
| Počet domů     | 42   | 45   | 49   | 49   | 51   | 51   | 48   | 50   | 50   | 41   | 39   | 43   | 50   | 49   | 51   |

## Pamětihodnosti
- Kulturní památky:
  - Váchův špejchar
  - Boží muka
  - židovský hřbitov
- Bývalá synagoga byla přestavěna na obecní úřad

## Galerie

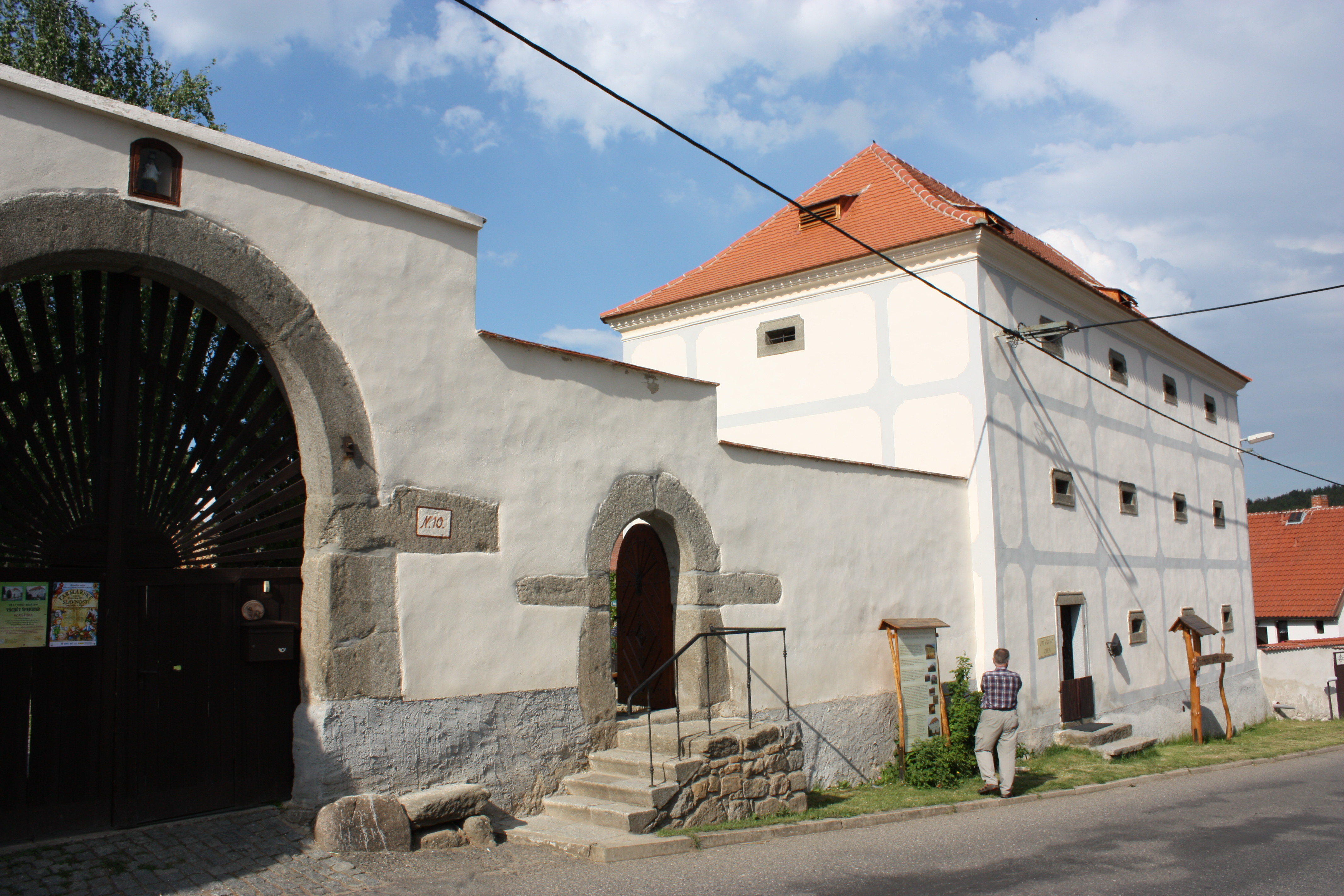
Barokní Váchův špejchar
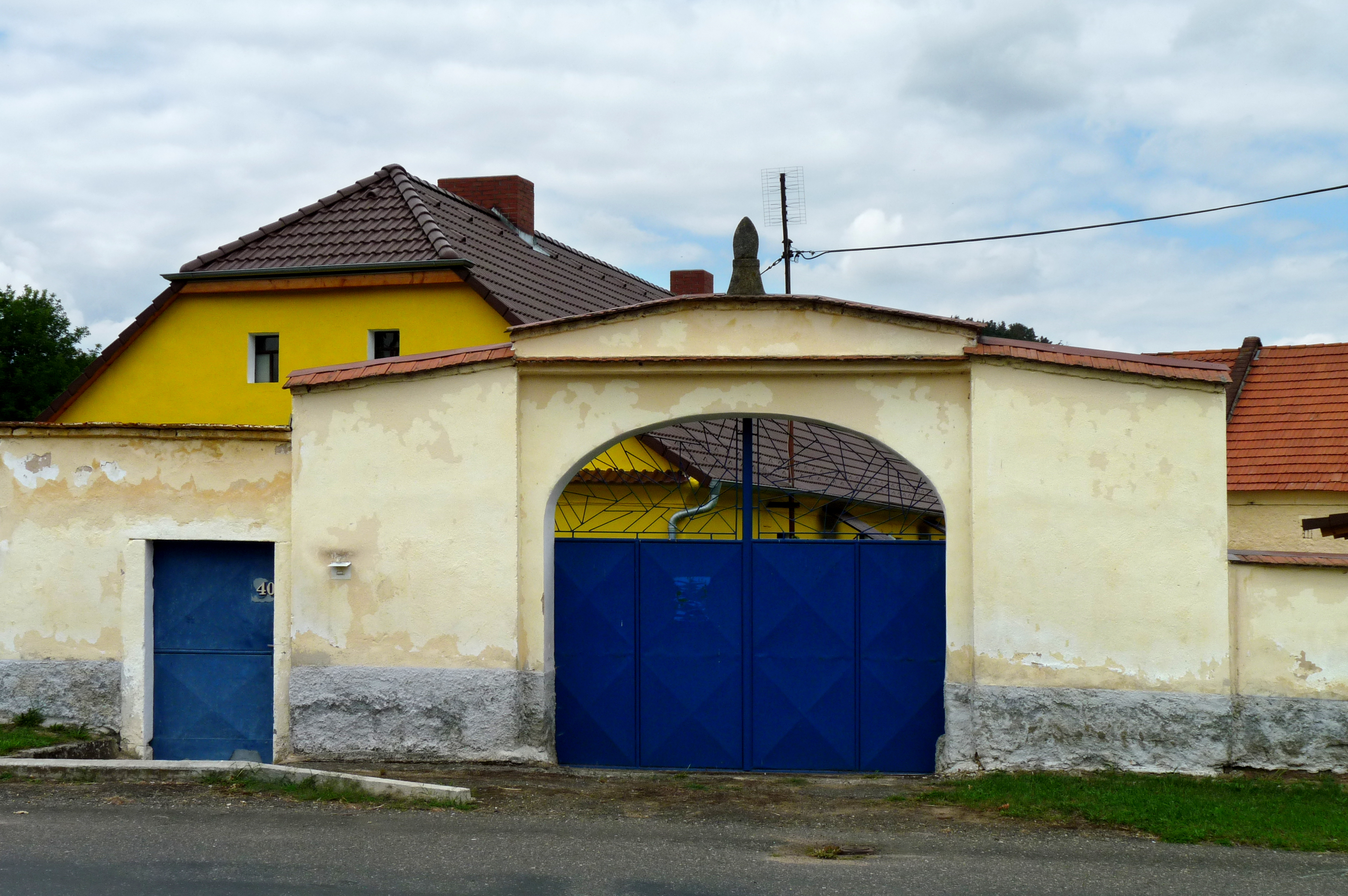
Dům čp. 40
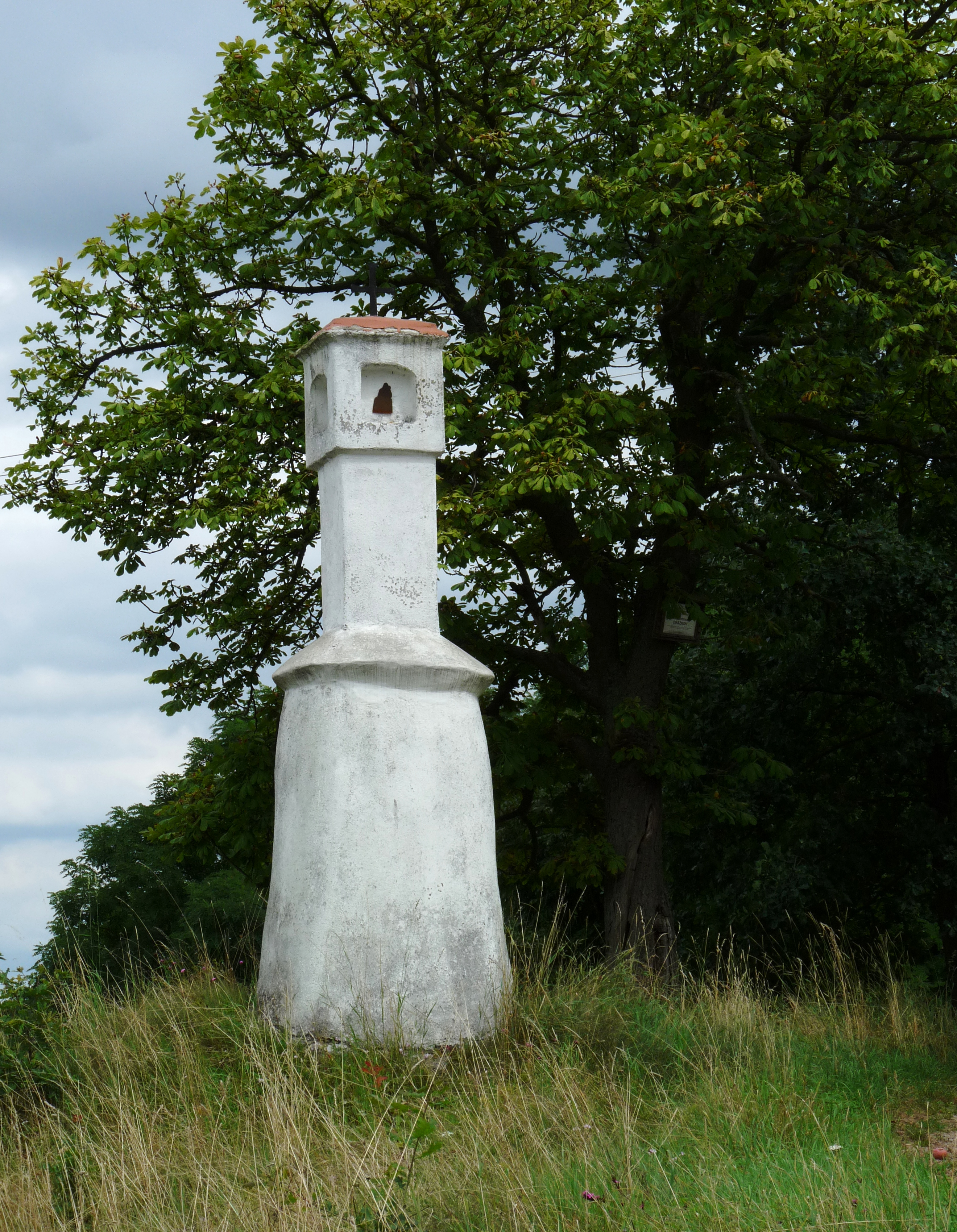
Boží muka
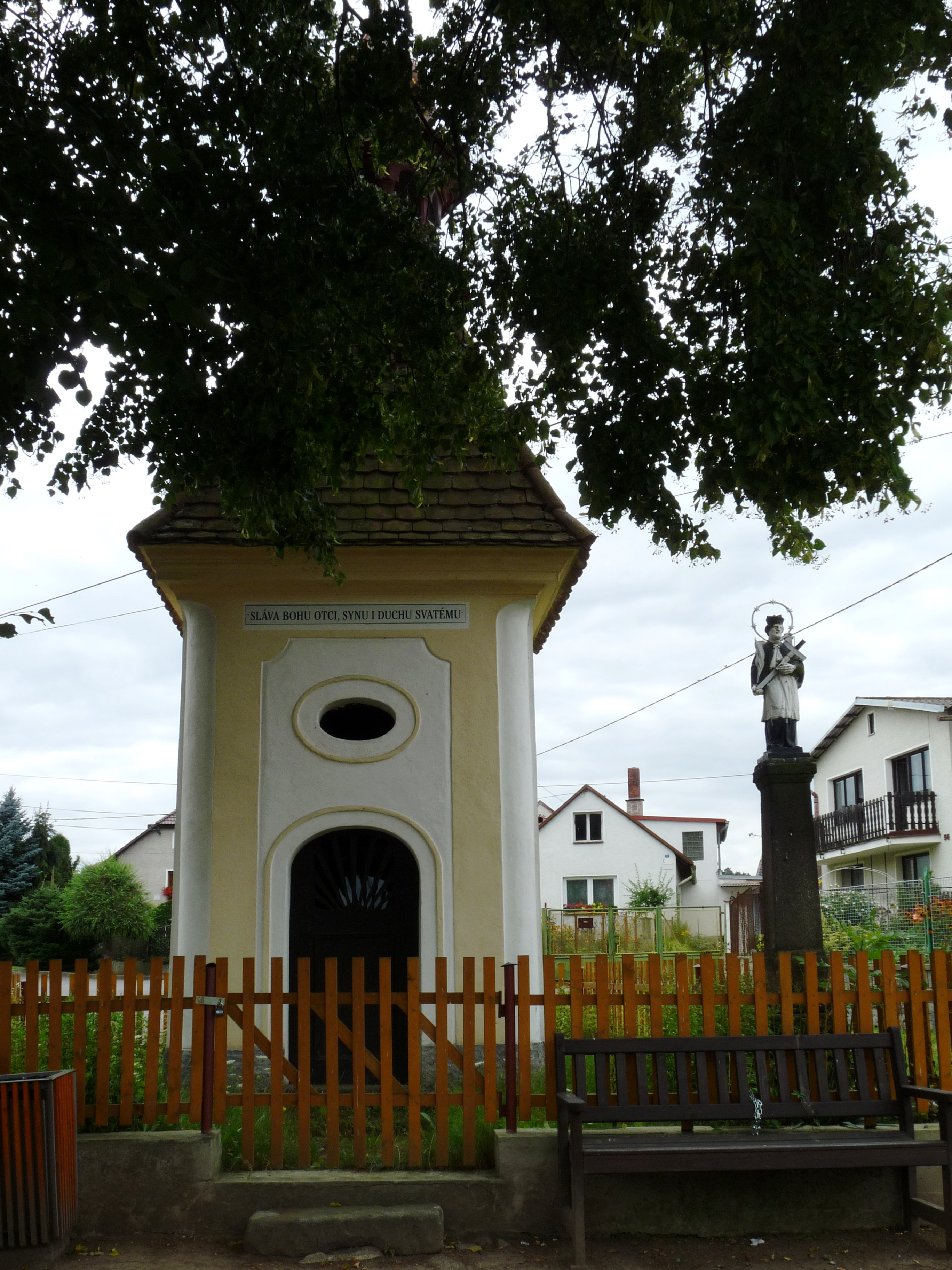
Kaple
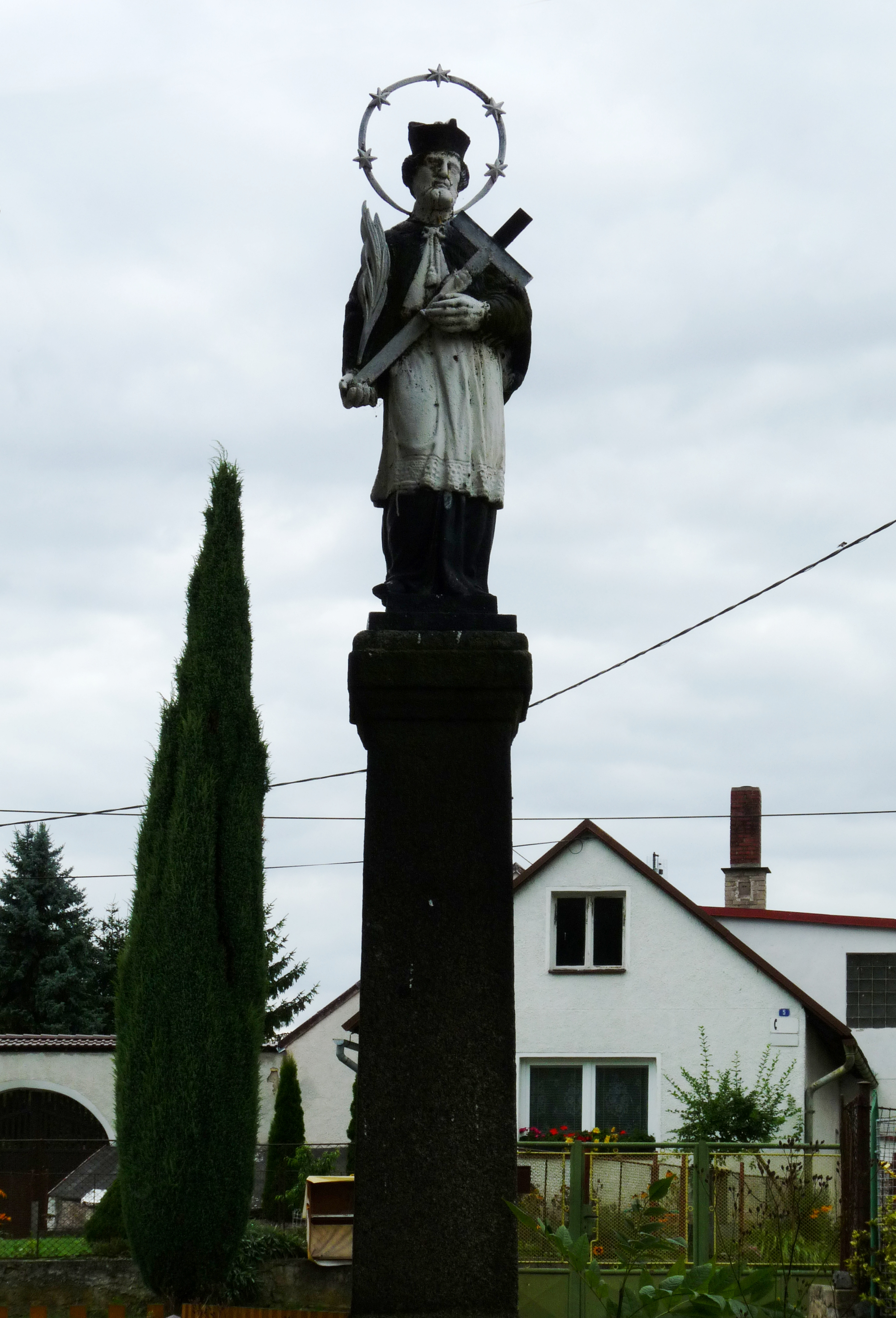
Socha u kaple